# Brignolia rothorum
Espèce
Brignolia rothorum est une espèce d'araignées aranéomorphes de la famille des Oonopidae.

## Distribution
Cette espèce est endémique du Tamil Nadu en Inde. Elle se rencontre dans le district de Dindigul.

## Description
Le mâle holotype mesure 1,82 mm et la femelle paratype 1,97 mm.

## Étymologie
Cette espèce est nommée en l'honneur de Barbara et Vincent Daniel Roth.

## Publication originale
- Platnick, Dupérré, Ott & Kranz-Baltensperger, 2011 : The goblin spider genus Brignolia (Araneae, Oonopidae). Bulletin of the American Museum of Natural History, no 349, p. 1-131 (texte intégral).